# هلنوود (تنسی)
هلنوود(به انگلیسی: Helenwood) شهری در ایالت تنسی کشور ایالات متحده آمریکا است که جمعیت آن در سرشماری سال ۲۰۱۰ میلادی، ۸۶۵ نفر بوده‌است.